# Alice Dorell
Alice Dorell, pseudoniem van Alice Droller, (Mannheim, 27 juli 1907 - Auschwitz, op of voor 30 september 1942) was een Duitse cabaretière en actrice. Ze werd onder meer bekend met ‘Dorell’s Drie Dames-Cabaret‘, het eerste Nederlandse cabaretgezelschap dat volledig uit vrouwen bestond. Daarna richtte zij ook ‘Cabaret de Lantaarn’, het latere ‘Cabaret Pinguin’, op.

## Jeugd
Dorell werd geboren en groeide op in een welvarend en cultureel ingesteld liberaal-Joods gezin de Duitse stad Mannheim. Ze was de dochter van Julius Droller (1878-1944) en Emma Simons (1884-1944). Dorell was de oudste van 5 kinderen. Haar vader was meubelhandelaar en had een eigen werkplaats in het centrum van Mannheim. Het gezin woonde in een woning boven de werkplaats.
Dorell ging tot 1924 naar het Liselotte-Gymnasium. Haar vader was actief lid van een joods mannenkoor genaamd “Liederkranz”. Via hem kwam ze in aanraking met de culturele activiteiten van deze vereniging. Op haar zestiende droeg Dorell gedichten voor in het Paltsisch die haar vader had geschreven. In dezelfde periode begon Dorell ook zelf met het schrijven van gedichten en kreeg ze de ambitie om actrice te worden.

### Begin carrière
Haar vader was aanvankelijk weinig enthousiast over deze keuze, maar stond haar in 1925 toe te laten studeren aan de toneelschool van Max Reinhardt in Berlijn. Daarnaast volgde Dorell ook privé acteerlessen bij de acteur Paul Tietsch (1856–1932). In 1926 maakte ze haar debuut bij het Mannheim National Theater in het Theatern von Gladbach-Reydt und Bremen. Tot 1932 was ze als actrice werkzaam in grote theaterstukken, maar kreeg zij meestal bijrollen als kamermeisje of dienstbode.
Reeds aan het begin van haar carrière wist Dorell dat zij zich liever bezig hield met cabaret. Terwijl ze actief was in theater oefende ze haar comedy- en cabarettalent uit tijdens Liederkranz-evenementen. Ze speelde bijvoorbeeld in 1929 de rol van serveerster Binchen Bimbernell in het stuk Mannemer Bildfunk dat werd geschreven door Hanns Glückstein. In het stuk Li-Fa-Kü-Ka, dat onderdeel was van het Liederkranz-carnaval, trad ze op als spreekster en droeg ze ook eigen teksten voor.
Vanaf 1932 richtte Dorell zich voornamelijk op voordrachtskunst en literair cabaret en ging ze verder onder de artiestennaam 'Alice Dorell'. Dorell kreeg verschillende aanbiedingen, maar moest haar carrière in Duitsland noodgedwongen afbreken nadat de nationaalsocialisten in 1933 in Duitsland aan de macht kwamen. In datzelfde jaar vluchtten haar ouders en haar broers Franz Joachim en Felix naar Den Haag. Dorell vluchtte via Zwitserland naar Parijs. Aanvankelijk wilde ze haar carrière in Frankrijk voortzetten, maar dit verliep niet volgens plan. Dorell werkte daarom als kamermeisje, kapster, serveerjuffrouw en souffleuse. In 1934 verhuisde ze naar Nederland en trok zij bij haar ouders in Den Haag in. In Den Haag hadden haar ouders een pension.

## Werk in Nederland

### Dorell’s Drie Dames-Cabaret
In Den Haag ging Dorell aan het werk als dienstmeisje. Dorell leerde in korte tijd zeer snel Nederlands, waardoor ze ook in het Nederlands kon schrijven. Dit onderscheidde haar van andere Duitse immigranten.  In 1934 leerde ze pianiste Rosa van Hessen kennen op een Joodse liefdadigheidsmarkt waar Dorell enkele liedjes zong. Dorell en Van Hessen startte een duoact. In februari 1935 traden zij voor het eerst op in Den Haag. Het optreden bestond uit Nederlandse en Duitse liedjes en sketches en werd door de pers erg goed ontvangen. De sketches bestonden voornamelijk uit parodieën op filmsterren. Nadat cabaretière Annie Prins zich bij het duo voegde, gingen zij verder onder de naam ‘Dorell’s Drie Dames-Cabaret’. Het was het eerste Nederlandse cabaretgezelschap dat geheel uit vrouwen bestond.

### De Lantaarn

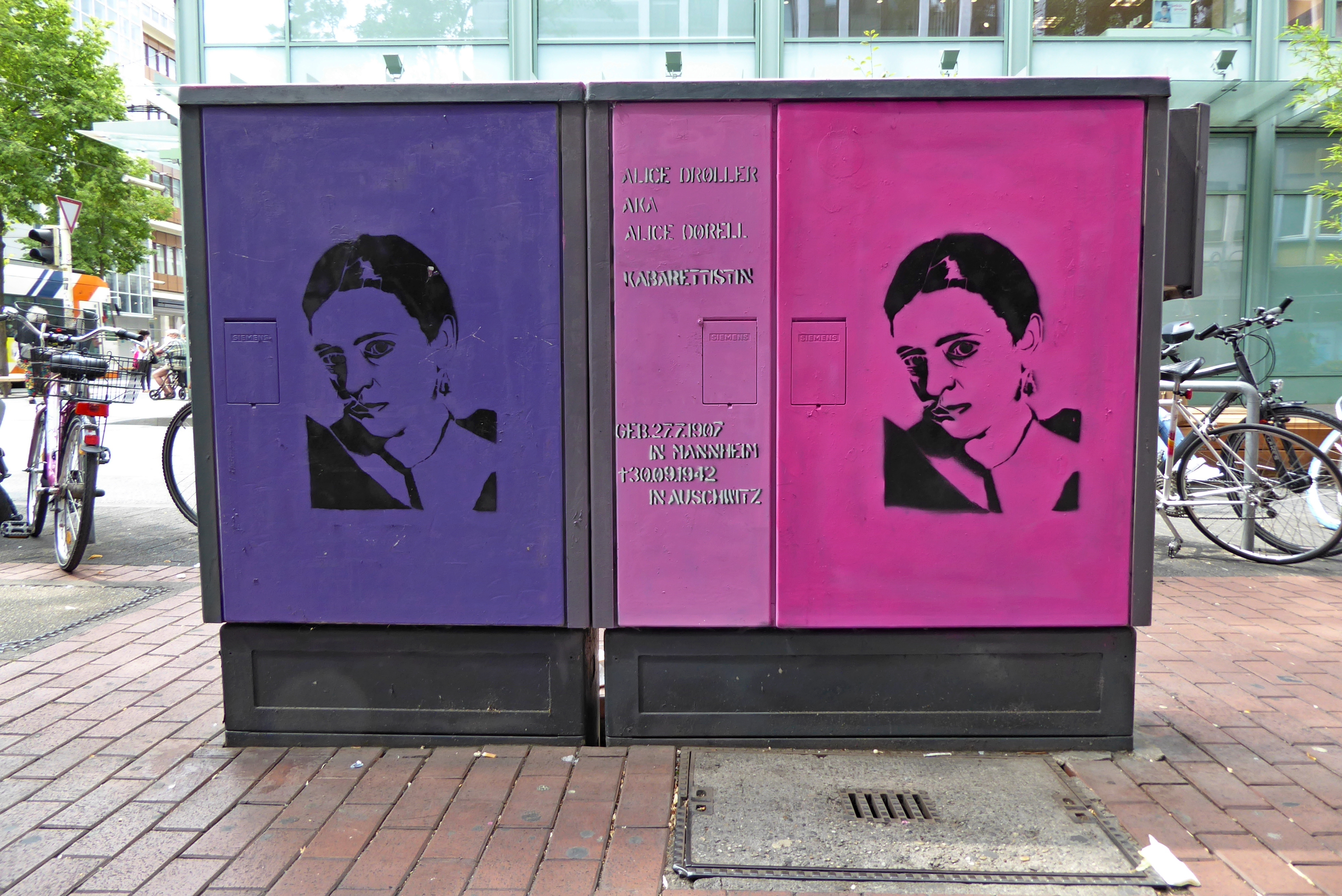
Alice Dorell, graffiti in Mannheim

In 1936 ging het trio uit elkaar. Dorell richtte een nieuw cabaretgezelschap op genaamd 'de Lantaarn', met een wisselende samenstelling van artiesten. De Lantaarn kreeg net als ‘Dorell’s Drie Dames-Cabaret’ goede recensies, maar het financiële succes en de publiciteit voor het gezelschap was beperkt. Veel van het werk van ‘de Lantaarn’ was politieke satire, waar op het podium steeds minder plek voor was. Volgens hedendaagse critici was het Nederlandse publiek nog niet toe aan een literair veeleisend cabaretprogramma dat politieke toespelingen niet schuwde.
Als reactie op de achterblijvende publicitaire aandacht maakte Dorell de politiek satirische cabaretshow Alice in Wonderland. Daarin bracht ze liederen als Conflict in dwergenland ten gehore. Daarna volgden de stukken Warenhuis en Wereldstad. Beide stukken waren net als Alice in Wonderland politiek satirische stukken, waardoor zij aandacht kregen van Volk en Vaderland, het blad van de Nationaal-Socialistische Beweging en van de autoriteiten. Politieke satire door buitenlanders werd immers niet gedoogd. Door de Nederlandse acteur Herbert Perquin de leiding te geven, werd een speelverbod voorkomen.

### Cabaret Pinguin
In 1938 ging Dorell samenwerken met de Joodse danseres en cabaretière Cilli Wang. Wang was afkomstig uit Oostenrijk en net als Dorell naar Nederland gevlucht. De naam van het gezelschap werd veranderd in ‘Cabaret Pinguin’, al gebruikte de pers regelmatig de naam ‘het gezelschap van Alice Dorell’. Een optreden in november 1939 voor de Nederlandse Bond van Ambtenaren en diverse optredens in Amsterdam zorgde voor een groot succes, maar kwam helaas te laat. Medeschrijver Will Wemerman overleed op 4 augustus 1939 en na de inval van de Duitsers in mei 1940 werd er geen speelvergunning meer verleend.

### Tweede Wereldoorlog

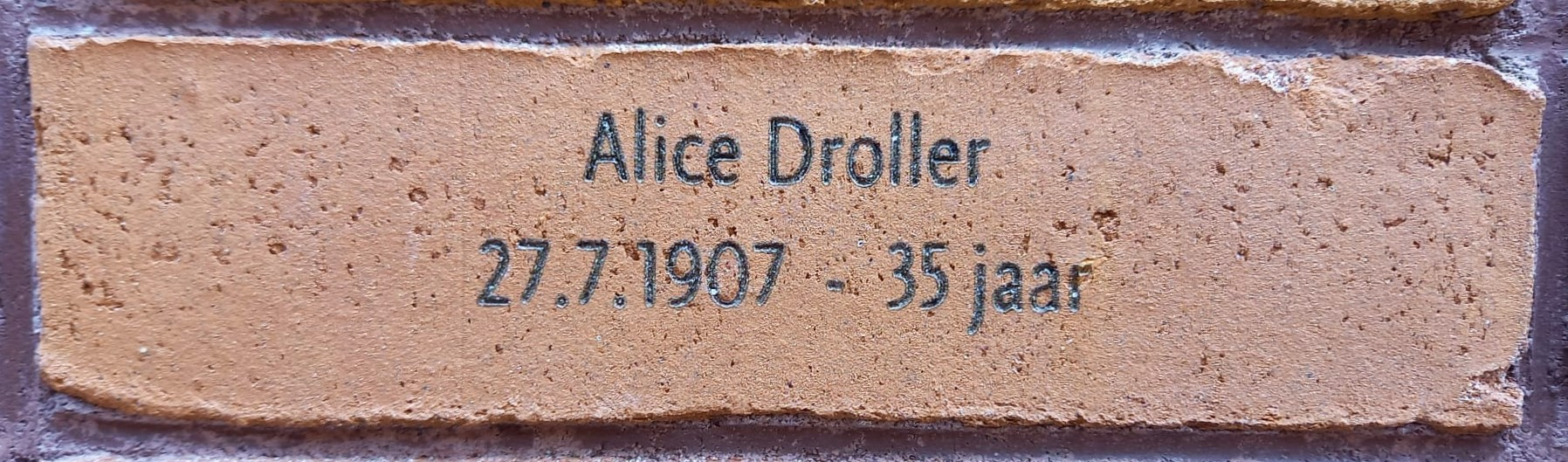
Gedenksteen Alice Droller Holocaust Namenmonument, Amsterdam

In 1940 werd het gezin Droller gedwongen hun huis in Den Haag te verlaten. Dorell vestigde zich in Utrecht. Dorell trad nog tien keer op in Utrecht, Bilthoven en in Arnhem. Haar laatste optreden was waarschijnlijk een optreden samen met Max Ehrlich in de Hollandsche Schouwburg in Amsterdam in de zomer van 1941.
Op 15 juli 1942 werd Dorell samen met haar jongere broer Oskar van Kamp Westerbork naar Auschwitz gedeporteerd. Daar kwam ze op of voor 30 september 1942 om het leven.
Slechts twee teksten die Dorell schreef zijn bewaard gebleven. Eind jaren '90 werden deze herontdekt. De Duitse chansonnier Robert Kreis verwerkte deze in zijn programma Verehrt – verfolgt – vergessen. Het huis waar Dorell woonde in Utrecht was in 2017 onderdeel van Open Joodse Huizen.

## Vernoemingen
In Dorell's geboortestad Mannheim is in 2021 een straat naar Dorell genoemd. Hier werd haar geboortenaam 'Alice Droller' gebruikt.
- Biografisch Portaal: 79749463
- Gemeinsame Normdatei: 1018825843
- International Standard Name Identifier: 0000 0003 6007 1321
- Virtual International Authority File: 224123880